# National Debate Tournament
Il National Debate Tournament, abbreviato come NDT, è uno dei campionati nazionali di dibattito politico fra i college degli Stati Uniti. Il torneo è sponsorizzato dall'Associazione forense americana in collaborazione con il Ford Motor Company Fund.

## Storia
Il National Debate Tournament ebbe inizio nel 1947 presso l'Accademia militare degli Stati Uniti a West Point. Ventinove istituti parteciparono al primo torneo di dibattiti, sul tema: "Risolto: che al lavoro dovrebbe essere data una parte diretta nella gestione delle industrie". Il torneo rimase a West Point fino al 1966, anno in cui il suo direttore si incontrò con i presidenti dei distretti e li informò della decisione dell'Accademia militare di non ospitare più l'NDT negli anni successivi, in parte a causa delle crescenti esigenze di spazio e di denaro che il coinvolgimento degli Stati Uniti nella guerra del Vietnam stava imponendo all'Accademia.
Da allora il torneo ebbe luogo ogni anno in scuole diverse e solo tre scuole lo hanno ospitato due volte.
La selezione delle 78 squadre partecipanti all'NDT prevede un processo in tre fasi.

## Argomenti del dibattito
Il National Debate Tournament attualmente discute l'argomento selezionato dalla Cross Examination Debate Association, sebbene in passato avesse prescelto un proprio argomento separatamente. La Wake Forest University conserva un elenco degli argomenti dibattuti nelle precedenti edizioni dell'NDT.